# راي تراين
راي تراين (بالإنجليزية: Ray Train)‏ هو لاعب كرة قدم ومدرب كرة قدم بريطاني في مركز الوسط، ولد في 10 فبراير 1951 في نانيتون ‏ في المملكة المتحدة. لعب مع أكسفورد يونايتد وبولتون واندررز ونادي بورنموث ونادي ترانمير روفرز ونادي سندرلاند ونادي كارلايل يونايتد ونادي واتفورد ونادي والسول ونورثامبتون تاون.